# Беляйська Виниця
45°26′ пн. ш. 15°31′ сх. д. / 45.43° пн. ш. 15.52° сх. д.
Беляйська Виниця (хорв. Belajska Vinica) — населений пункт у Хорватії, у Карловацькій жупанії у складі міста Дуга Реса.

## Населення
Населення за даними перепису 2011 року становило 180 осіб.
Динаміка чисельності населення поселення: